# Dél királynője (teleregény)
A Dél királynője (eredeti cím: La Reina del Sur) 2011 és 2023 között vetített spanyol nyelvű amerikai teleregény, amelyet Roberto Stopello alkotott. A sorozat Arturo Pérez-Reverte spanyol író, azonos című regénye alapján készült. A főbb szerepekben Kate del Castillo, Humberto Zurita, Alejandro Calva, Cuca Escribano és Christian Tappan látható.
A 10 millió dolláros költségvetésével a Dél királynője volt a legdrágább telenovella, amit a Telemundo valaha gyártott. Az első évadot 2011. február 28-a és 2011. május 30.-a között vetítette az USA-beli Telemundo, ez volt a csatorna legnézettebb premierje a mai napig. A második évadot szintén a Telemundo mutatta be 2019. április 22-e és 2019. július 29-e között. A harmadik évadot ugyancsak a Telemundo tűzte műsorára 2022. október 18-a és 2023. január 16-a között.  
Magyarországon a Cool TV 2011. június 14-e és 2011. szeptember 8. között mutatta be az első évadot. 
Az első évad utolsó epizódja volt a Telemundo 19 éves történetében a legnézettebb, ebből 4,2 millió néző, a 18-49 éves felnőtt lakosság körében az amerikai angol nyelvű televíziós csatornákon nézte.

## Történet
A fiatal Teresa Mendoza (Kate del Castillo) illegális pénzváltással foglalkozik, így ismeri meg későbbi férjét, Guero Davilát (Rafael Amaya), egy pilótát, aki drogot szállít a sinaloai kartellnek, ám meglopja őket, ezért az életével fizet. Teresának menekülnie kell, mert az árulók családtagjaival is végeznek. Don Epifanio (Humberto Zurita), a drogmaffia főnöke segít neki elmenekülni. Előbb Európába megy, majd Don Epifanio ismerőse észak-Afrikában szerez neki munkát. A Yamila bárban eleinte felszolgálóként dolgozik, majd a bár tulajdonosa rábízza a kasszát. Teresának sok irigye támad és mivel gyönyörű lány, a helyi korrupt hatalmasságok is meg akarják szerezni maguknak. Ám ő tudja, hogy a túléléshez és élete megváltoztatásához mit kell tennie.
Miután a telefon megcsörren és Teresának menekülnie kell. Először felhívja legjobb barátnőjét, Brendát, de az nem veszi fel a telefont. Mire Teresa Brendáék lakásához ér már holtan találja az egész családot. Ezután a titkos búvóhelyre megy, ahol útlevél, pénz, fegyver és egy notesz van elrejtve. Miközben összeszedi a dolgokat a Gato és Pote rátalálnak, de Gatonak már rég óta fáj a foga Teresára, ezért mielőtt még megölné megerőszakolja, Pote azonban ezt nem hajlandó végignézni ezért kimegy a szobából. Teresa előveszi a fegyvert a táskájából és lelövi Gatot majd elfut. A reptérre siet, ahol egyet vesz, de hamarosan megjelenik Ratas az embereivel, mert az eladó értesítette őket. Teresa nem száll fel a repülőgépre, mert Ratas és emberei ismét üldözik, végül Teresa beszáll egy Vili nevű férfi autójába. A férfi azt állítja magáról, hogy ő egy hányatott sorsú könyvelő, aki szintén menekül. Teresa elköti Guero repülőgépét és Amerikába tartanak, ahol Guero lekötött pénze van. Viliről kiderül, hogy nemcsak könyvelő, hanem pilóta is, Teresának kezd gyanús lenni a sok furcsaság, de azért felszállnak a repülővel, ahol miközben Teresa alszik a Vili felhívja a főnökét. Kiderül, hogy a férfi is Guero noteszára pályázik, Teresa azt hazudja, hogy Amerikában van a notesz és elviteti magát oda. Amikor Vili rájön, hogy nincs Teresánál a notesz és nem is tudja, hogy hol van, a férfi elengedi arra számítva, hogy a lány majd elvezeti a noteszhez. San Diegoban Teresa felkeresi Guero húgát, aki azt tanácsolja neki, hogy vegye ki a pénz egy részét a bankból a többit pedig utaltassa el a saját számlájára. Teresának nem sikerül felvennie a pénzt, mert Ratas emberei oda is követik. Ratas, Epifanio unokaöccse. Teresa megszáll a reptér szállodájában és felhívja Guero húgát, hogy elmondja nem sikerült felvennie a pénzt. De addigra már Ratas és emberei Guero húgánál vannak és megfenyegetik, hogy ha nem mondja el hol van Teresa megölik. Kiderül, hogy Vili, Don Epifanio legnagyobb ellensége. Ramiro is börtönbe kerül, mert megszúrta annak a szállodának a recepciósát, ahol Teresa megszállt. Teresát letartóztatják San Diegoban, Viliről kiderül, hogy rendőr. Végül elengedi és Teresa felszáll a repülőre és Madridba megy. A kompon, találkozik Fátima Mansur, a prostituálttal, akiről kiderül, hogy Driss bárjában, a Yamila bárban dolgozik. A reptéren kap egy kis segítséget. Útja a Yamila bárba vezet, ahol Dris először „kéjnő”ként akarja alkalmazni, végül pincérnői állást kap. Hat hónap múlva, amikor a pénztárost tetten érik, hogy lop a borravalóból, Dris, Teresát nevezi ki pénztárosnak.
A Yamila bárban Teresa találkozik Santiago Fisterrával (Iván Sanchez), a galíciaival, aki barátjával, Laloval feketepiaci árukat, többek között cigarettát csempész át a Gibraltári-szoroson át Spanyolországban. Teresa és Santiago viszonyt folytat, míg Lalo, Teresa munkatársával Sorayaval randizik. Santiago boldogtalan amiatt, hogy csak Teresa dolgozik, és így eltartottnak érzi magát, ezért Teresa Abdelkader Chaïb, ezredeshez (Eduardo Velasco) fordul segítségért, hogy adjon munkát Santiagonak, így Santiago hasissal kezd kereskedni. Az üzlet jól jövedelmez, ezért Teresa otthagyja a Yamila bárt és Santiagoval Malagába költözik.
Egy évvel később, Dris Larby még mindig nem tudta magát túltenni azon, hogy Teresa otthagyta a bárt. Ezért a spanyol haditengerészeti tisztet, Cañagotast (Julio Pachón), aki a Chaïb a bérszámfejtője, bízza meg, hogy buktassa le Santiagot. A terv rosszul sül el, Santiago hajója, a rendőrök előli menekülés közben nagy sebességgel sziklának csapódik. Santiago meghal, Teresát letartóztatják, és börtönbe kerül. Santiago ügyvédje Eddy Alvarez (Carlos Diez), felszámolja Santiago és Teresa tulajdonát, és a szeretőjének adja.
A börtönben, Teresa találkozik Patricia O'Farrell-lel (Cristina Urgel), egy gazdag ír-spanyol család tékozló lányával, akinek elkeseredett apa a sorsára hagyta miután beleunt abba, hogy állandóan ki kell húzni lányát a bajból. Teresa és Patty a börtönben barátok lesznek, bár a biszexuális Patricia egyértelműen többet akar Teresától. Szabadulásukkor Patty elmondja Teresának, hogy tudja, hogy hol van elrejtve fél tonna kokain, amit Patty barátja rejtett el. Felkeresik a kokaint és felajánlják az oroszoknak, azoknak, akiktől eredetileg ellopták. A tárgyalás során az orosz maffia főnöke, Oleg Yasilkov (Alberto Jiménez), meglátja Teresa kiváló üzleti érzékét, amely értékes eszköz lehet számára. Teresa ügyesen tárgyal a kokain eladásáról és a rejtekhelyéről való elszállításáról sikeresen kikerülve a spanyol rendőrség, élükön Pablo Flores (Juan José Arjona) razziáját. Ezzel az első sikerével megkezdi drogbárói karrierjét.
A drogellenes ügynök Willy Rangel (Cristian Tappan) Spanyolországba utazik, ahol Flores nyomozónak kezd dolgozni, és Teresa nyomába ered, aki egyre inkább jelentős szerepet tölt be a Dél-Spanyolországi kábítószer-kereskedők között. Yasilkov, Teo Aljarafe (Miguel de Miguel), ügyvéd és barátnője Patty segítségével, megalapítja a Transer Naga nevű fedőcéget, amelynek segítségével álcázza igazi üzleteit. Nem sokkal később, három bérgyilkos érkezik Mexikóból, hogy bosszút álljanak Teresán. Oleg segítségével, egyiküket megölik, a másik megszökik, Pote (Dagoberto Gama) életben hagyják, aki végül Teresa személyes testőre lesz. Teo megpróbál közelebb kerülni Teresához, de Teresának fenntartásai vannak Teoval szemben, végül szerelmi kapcsolatot kezdenek.
Időközben Willy Spanyolországba hozta segédjét, Veronicát (Sara Maldonado), álnevén Guadalupe Romero, aki felkelti Patty érdeklődését, Veronica célja, hogy közelebb kerülhessen Teresához és a Transer Nagához. Willy nyomást gyakorol Teora, az informátorra, azzal fenyegeti, hogy felfedi igazi kilétét Teresa előtt. Teresa és Teo kapcsolata vonzza a média figyelmét, és Patty féltékeny Teresára, amiatt, hogy ő lett a média új kedvence, emiatt a drogok és az alkohol világába menekül. Veronica arra törekszik, hogy kiszedje Patty-ból az igazságot Teresáról. Kiderül, hogy Veronica a rendőrségnek dolgozik. A zavarodott Patty az autójával lezuhan egy szikláról, megölve Veronicát. Patty, ébredése után a kórházban, elmond Teresának mindent, amit tud, majd öngyilkos lesz.
Mexikóban, Don Epifanio már a következő elnökválasztási kampányán dolgozik. Unokaöccse (aki valójában a fia) Ramiro (Salvador Zerboni) intézkedik, hogy a másik a jelöltet meggyilkolják, így biztosítva, Don Epifanio elnökségét. Ösztönzi az a tény, hogyha Don Epifaniot megválasztják elnöknek, akkor hamarosan ő lesz a sinaloai kartell feje. A drogellenes ügyosztály megzsarolja Don Epifanot, hogy ha nem tanúskodik Teresa ellen a bűnvádi eljárásban, akkor tönkreteszik a politikai karrierjét. Don Epifanio arra kéri Ramirot, hogy hozza vissza Teresát Mexikóba, de a valóságban meg akarja öletni vele, mert ő az egyetlen ember, még életben van és ismeri a bűnügyi múltját.
Oleg bemutatja Teresának azt a bizonyítékot, ami arra utal, hogy Teo egy rendőrségi informátor. Teresa csapdát állít Teonak és szembesíti őt az igazsággal. A spanyol rendőrség megpróbálja megszerezni az elfogatóparancsot Teresa ellen, de nem sikerül mert nincs ellene elég bizonyíték. Ezért egyezséget kínálnak Teresának: Teresa mentességet kap, ha tanúskodik Don Epifano ellen, ekkorra már Teresa is rájön, hogy Don Epifanio a kezdetektől fogva az ellensége volt. Teresa visszatér Culiacanba, Don Epifanio minden erejével azon van, hogy Teresa, ne tanúskodjon, de mivel minden próbálkozása sikertelen arra vonatkozóan, hogy meggyilkoltassa Teresát, rajtaüt azon a házon, ahol Teresa tartózkodik. Teresa sikeresen megmenekül, de közben mellkasba lövi Ramirot, mert az megölte Potét. Másnap Teresa elmegy a rendőrségre tanúskodni, Don Epifaniot pedig bilincsben viszik el.
Röviddel ez után kiderül, hogy Teresa terhes, hét hónappal később, békében és nyugalomban él egy tengerparti villában, valahol Spanyolországban. A mólón sétál a hasát simogatva és elmosolyodik, így ér véget a sorozat.

## Szereplők

### Főszereplők
| Színész                   | Szerep                                | Megjegyzés                                                | Magyar hang        | Évad |
| ------------------------- | ------------------------------------- | --------------------------------------------------------- | ------------------ | ---- |
| Kate del Castillo         | Teresa Mendoza / María Dantes         | El Güerro felesége, miután megöletik, menekülnie kell     | Németh Borbála     | 1–3. |
| Humberto Zurita           | Epifanio Vargas                       | Sinaloai kartell vezetője, "El Güero" Dávila keresztapja  | Sörös Sándor       | 1–3. |
| Rafael Amaya              | Raimundo Dávila Parra "El Güero"      | Teresa férje, csempész                                    | Varga Gábor        | 1.   |
| Iván Sánchez              | Santiago López Fisterra "El Gallego"  | Csempész                                                  | Láng Balázs        | 1.   |
| Cristina Urgel            | Patricia O' Farrell                   | Teresa cellatársa és barátnője                            | Major Melinda      | 1.   |
| Alberto Jiménez (1. évad) | Oleg Jasikov                          | Orosz drogkereskedő                                       | Varga T. József    | 1.   |
| Antonio Gil (2. évad)     | Oleg Jasikov                          | Orosz drogkereskedő                                       |                    | 2.   |
| Miguel de Miguel          | Teo Alljarafe                         | Ügyvéd                                                    | Juhász Zoltán      | 1–2. |
| Gabriel Porras            | Roberto Marquez "El Gato"             |                                                           | Tóth Roland        | 1.   |
| Salvador Zerboni          | Ramiro Vargas "El Ratas"              | Epifanio Vargas "unokaöccse"                              | Gubányi György     | 1.   |
| Nacho Fresneda            | Driss Larbi                           | Az "El Yamila" bár tulajdonosa                            | Jakab Csaba        | 1.   |
| Mónica Estarreado         | Fátima Manssur                        | Teresa barátnője és munkatársa az "El Yamila" bárban      | Pikali Gerda       | 1.   |
| Alejandro Calva           | César Güemes "Batman"                 | Sinaloai kartell vezetője                                 | Koncz István       | 1–3. |
| Cuca Escribano            | Sheila                                | Teresa munkatársa az "El Yamila" bárban                   | Sági Tímea         | 1–3. |
| Dagoberto Gama            | Potequim Galvez "El Pote"             | Bérgyilkos, később Teresa testőre                         | Törköly Levente    | 1.   |
| Cristian Tappan           | Antonio Smith / Willy Rangel          | Rendőr                                                    | Berzsenyi Zoltán   | 1–3. |
| Eduardo Velasco           | Abdelkader Chaïb                      | Marokkói ezredes                                          | Vass Gábor         | 1–3. |
| Alfonso Vallejo           | Manolo Céspedes                       | Melilla kormányzója                                       | Kajtár Róbert      | 1.   |
| Pablo Castañón            | Lalo Veiga                            | Csempész, Santiago barátja                                | Szabó Máté         | 1–3  |
| Mighello Blanco           | Siso Pernas                           | Galiciai, Joaquin Pernas fia                              | Juhász György      | 1–3. |
| Lorena Santos             | Soraya                                | Sheila barátnője, Teresa munkatársa az "El Yamila" bárban | Fésűs Bea          | 1.   |
| Sara Maldonado            | Verónica Cortés / Guadalupe Romero    | Mexikói rendőr                                            | Kisfalvi Krisztina | 1–3. |
| Carmen Navarro            | Marcela "Nyúl"                        | Teresa és Patty barátnője                                 | Bertalan Ágnes     | 1–3. |
| Santiago Meléndez         | Saturnino "Nino" Juárez               | Korrupt spanyol rendőr                                    | Várkonyi András    | 1.   |
| Juan José Arjona          | Pablo Flores                          | Spanyol rendőr                                            | Szatmári Attila    | 1–3. |
| Raoul Bova                | Francesco Belmondo "Lupo"             |                                                           |                    | 2.   |
| Paola Núñez               | Manuela Cortés                        |                                                           |                    | 2.   |
| Mark Tacher               | Alejandro Alcalá                      |                                                           |                    | 2.   |
| Zurdo Villa               | Flavio Medina                         |                                                           |                    | 2.   |
| Luisa Gavasa              | Cayetana Aljarafe                     |                                                           |                    | 2.   |
| Kika Edgar                | Genoveva Alcalá                       |                                                           |                    | 1–3. |
| Lincoln Palomeque         | Faustino Sanchez Godoy                | Kolumbiai drogbáró                                        | Posta Victor       | 1–2. |
| Patricia Reyes Spíndola   | Doña Carmen Martínez                  |                                                           |                    | 2.   |
| Carmen Flores             | Charo                                 |                                                           |                    | 2.   |
| Emmanuel Orenday          | Danilo Márquez                        |                                                           |                    | 2.   |
| Alejandro Speitzer        | Ray Dávila                            |                                                           |                    | 2.   |
| Emmanuel Orenday          | Danilo Márquez                        |                                                           |                    | 2.   |
| Tiago Correa              | Jonathan Pérez                        |                                                           |                    | 2.   |
| Sara Vidorreta            | Rocío Aljarafe                        |                                                           |                    | 2–3. |
| Ágata Clares              | Paloma Aljarafe                       |                                                           |                    | 2.   |
| Isabella Sierra           | Sofía Aljarafe Mendoza / Sofía Dantes |                                                           |                    | 2.   |
| Pêpê Rapazote             | Pablo Landero                         |                                                           |                    | 3.   |
| Ed Trucco                 | Ernie Palmero                         |                                                           |                    | 3.   |
| Horacio Garcia Rojas      | Charlie Velázquez                     |                                                           |                    | 3.   |
| Beth Chamberlin           | Jane Kosar                            |                                                           |                    | 3.   |
| Sofía Lama                | Susana Guzmán                         |                                                           |                    | 3.   |

### Mellékszereplők
| Színész          | Szerep                 | Megjegyzés       | Magyar hang   | Évad |
| ---------------- | ---------------------- | ---------------- | ------------- | ---- |
| Karim El-Kerem   | Mohammed Manssur       |                  |               | 1.   |
| Carlos Diez      | Eddie Álvarez          | Ügyvéd           | Katona Zoltán | 1.   |
| Nerea Garmendia  | Eugenia Montijo        | Teo felesége     | Solecki Janka | 1.   |
| Juan Pablo Raba  | Jaime Gutiérrez Solana | Rendőr           | Vári Attila   | 1.   |
| Ezequiel Montalt | Jaime "Jimmy" Arenas   | Patricia barátja | Szkárosi Márk | 1.   |
| Rodolfo Valdés   | El Chino Parra         |                  | Haagen Imre   | 1.   |
| Diego Mignone    | Cucho Malaspina        |                  | Gyurin Zsolt  | 1.   |

## Epizódok
| Évad | Évad | Részek száma | Részek száma | Eredeti sugárzás  | Eredeti sugárzás | Eredeti adó | Magyar sugárzás  | Magyar sugárzás     | Magyar adó |
| Évad | Évad | Részek száma | Részek száma | Évadbemutató      | Évadzáró         | Eredeti adó | Évadbemutató     | Évadzáró            | Magyar adó |
| ---- | ---- | ------------ | ------------ | ----------------- | ---------------- | ----------- | ---------------- | ------------------- | ---------- |
|      | 1.   | 63           | 63           | 2011. február 28. | 2011. május 30.  |             | 2011. június 14. | 2011. szeptember 8. |            |
|      | 2.   | 60           | 60           | 2019. április 22. | 2019. július 29. |             |                  |                     |            |
|      | 3.   | 60           | 60           | 2022. október 18. | 2023. január 16. |             |                  |                     |            |

## Fordítás
Ez a szócikk részben vagy egészben  a   La Reina del Sur (telenovela) című angol Wikipédia-szócikk fordításán alapul.  Az eredeti cikk szerkesztőit annak laptörténete sorolja fel. Ez a jelzés csupán a megfogalmazás eredetét és a szerzői jogokat jelzi, nem szolgál a cikkben szereplő információk forrásmegjelöléseként.